# Матчи сборной СССР по хоккею с шайбой (1953—1955)

## 1953
| 11.03.53. | Москва. СССР — Норвегия — 6:0 (5:0, 0:0, 1:0) | Товарищеский матч |
| СССР: Пучков (Мкртычан); Виноградов — Жибуртович, Кучевский — Трегубов, Уколов; Бабич (3) — Шувалов (2) — Хлыстов, Петелин — Уваров — Кузин, Бычков — Комаров (1) — Черепанов.             |                                               |                   |
| 20.03.53. | Осло. СССР — Норвегия — 10:2 (3:0, 4:0, 3:2)  | Товарищеский матч |
| СССР: Пучков (Мкртычан); Виноградов — Жибуртович, Кучевский — Трегубов, Уколов; Бабич (3) — Шувалов (2) — Хлыстов (1), Петелин — Уваров — Кузин, Бычков (1) — Комаров (1) — Черепанов (2). |                                               |                   |
| 22.03.53. | Осло. СССР — Норвегия — 8:0 (2:0, 5:0, 1:0)   | Товарищеский матч |
| СССР: Пучков (Мкртычан); Виноградов — Жибуртович, Кучевский — Трегубов, Уколов; Бабич (1) — Шувалов (4) — Хлыстов, Петелин (1) — Уваров (1) — Кузин (1), Бычков — Комаров — Черепанов.     |                                               |                   |
| 25.03.53. | Осло. СССР — Норвегия — 5:2 (3:1, 1:1, 1:0)   | Товарищеский матч |
| СССР: Пучков (Мкртычан); Виноградов — Жибуртович, Кучевский — Трегубов, Уколов; Бабич — Шувалов (2) — Хлыстов (1), Петелин — Уваров — Кузин (1), Бычков — Комаров — Черепанов (1).         |                                               |                   |

## 1954
Впервые  в истории советские хоккеисты, и не раз побеждавшие клубные и национальные команды ЧССР, Польши, ГДР и других стран, выступали не как «команда Москвы», а под флагом сборной СССР.
| №1 29.01.54. | Тампере. СССР — Финляндия — 8:1 (2:1, 3:0, 3:0)                     | Международный турнир                   |
| СССР: Пучков; Жибуртович — Виноградов, Уколов — Кучевский (1); Бабич (2) — Шувалов (1) — Бобров (3), Крылов — Уваров — Кузин, Бычков — Гурышев — Хлыстов (1), Комаров.                                                      |                                                                     |                                        |
| «футбол-хоккей» №31/84 стр.9 ВСЕ матчи сборной отсутствует(автор И. Куприн)\|\|Хельсинки.31.01.54 СССР — Швеция — 8:2 (1:1, 3:0, 4:1)\|\|Международный турнир                                                               |                                                                     |                                        |
| СССР: Пучков; Жибуртович — Виноградов, Уколов — Кучевский (1), Сидоренков; Бабич (2) — Шувалов (1) — Бобров (2), Крылов — Уваров — Кузин (2), Бычков — Гурышев — Хлыстов, Комаров.                                          |                                                                     |                                        |
| №2 08.02.54. | Москва. СССР — ГДР — 14:1 (3:0, 3:0, 8:1)                           | Товарищеский матч                      |
| СССР: Пучков; Жибуртович — Виноградов, Уколов — Сидоренков; Бабич (1) — Шувалов (1) — Бобров (4), Крылов — Уваров (2) — Кузин (1), Черепанов (2) — Комаров (2) — Петелин. Одну шайбу в свои ворота забросили хоккеисты ГДР. |                                                                     |                                        |
| №3 №10.02.54. | Москва. СССР — ГДР — 14:1 (4:0, 6:1, 4:0)                           | Товарищеский матч                      |
| СССР: Пучков; Уколов — Кучевский, Трегубов — Сидоренков; Крылов — Уваров (3) — Кузин (2), Бычков (2) — Гурышев (2) — Хлыстов (2), Черепанов — Комаров (1) — Петелин (2).                                                    |                                                                     |                                        |
| №4 12.02.54. | Москва. СССР — ЧССР — 3:5 (1:2, 0:1, 2:2)                           | Товарищеский матч                      |
| СССР: Пучков; Жибуртович — Виноградов, Сидоренков — Кучевский; Бабич (1) — Шувалов — Бобров, Крылов — Уваров — Кузин (1), Бычков — Гурышев — Хлыстов, Петелин (1), Комаров.                                                 |                                                                     |                                        |
| №5 14.02.54. | Москва. СССР — ЧССР — 2:0 (0:0, 2:0, 0:0)                           | Товарищеский матч                      |
| СССР: Мкртычан; Жибуртович — Виноградов, Уколов — Кучевский; Трегубов — Сидоренков, Бабич — Шувалов (1) — Бобров (1), Крылов — Уваров — Кузин, Бычков — Гурышев — Хлыстов.                                                  |                                                                     |                                        |
| №6 16.02.54. | Москва. СССР — Швейцария — 13:1 (3:1, 4:0, 6:0)                     | Товарищеский матч                      |
| СССР: Мкртычан (Пучков, 41); Сидоренков — Виноградов, Уколов (2) — Кучевский, Трегубов, Жибуртович; Бабич — Шувалов (3) — Бобров (5), Крылов — Уваров — Кузин, Бычков (1) — Гурышев (2) — Хлыстов, Комаров.                 |                                                                     |                                        |
| №7 18.02.54. | Москва. СССР — Швейцария — 3:1 (0:1, 1:0, 2:0)                      | Товарищеский матч                      |
| СССР: Мкртычан; Сидоренков — Виноградов, Уколов — Кучевский, Трегубов; Крылов — Уваров (1) — Кузин, Бычков — Гурышев — Хлыстов, Черепанов — Комаров (1) — Петелин (1).                                                      |                                                                     |                                        |
| №8 26.02.54. | Стокгольм. СССР — Финляндия- 7:1 (2:0, 3:1, 2:0)                    | Чемпионат мира по хоккею с шайбой 1954 |
| СССР: Мкртычан; Сидоренков — Виноградов, Уколов — Кучевский; Бабич — Шувалов — Бобров (2), Крылов (1) — Уваров (2) — Кузин (1), Бычков — Гурышев (1) — Хлыстов.                                                             |                                                                     |                                        |
| №9 27.02.54. | Стокгольм. СССР — Норвегия — 7:0 (2:0, 4:0, 1:0)                    | Чемпионат мира по хоккею с шайбой 1954 |
| СССР: Пучков; Сидоренков — Виноградов, Уколов (3) — Кучевский (1); Бабич — Шувалов (1) — Бобров, Крылов — Уваров — Кузин, Бычков — Гурышев (1) — Комаров (1).                                                               |                                                                     |                                        |
| №10 01.03.54. | Стокгольм. СССР — ФРГ — 6:2 (1:0, 1:1, 4:1)                         | Чемпионат мира по хоккею с шайбой 1954 |
| СССР: Мкртычан; Жибуртович — Виноградов, Уколов — Кучевский (1); Комаров — Шувалов (1) — Бобров, Крылов (2) — Уваров — Кузин, Бычков — Гурышев (2) — Хлыстов.                                                               |                                                                     |                                        |
| №11 02.03.54. | Стокгольм. СССР — ЧССР — 5:2 (1:1, 2:1, 2:0)                        | Чемпионат мира по хоккею с шайбой 1954 |
| СССР: Мкртычан (Пучков, 29); Жибуртович — Виноградов; Уколов — Кучевский; Бабич — Шувалов (1) — Бобров (3), Крылов — Уваров — Кузин, Бычков (1) — Гурышев — Хлыстов.                                                        |                                                                     |                                        |
| №12 03.03.54. | Стокгольм. СССР — Швейцария — 4:2 (0:0, 2:1, 2:1)                   | Чемпионат мира по хоккею с шайбой 1954 |
| СССР: Пучков; Жибуртович — Сидоренков; Уколов — Кучевский; Бабич (1) — Шувалов (1) — Бобров (2), Крылов — Уваров — Кузин, Бычков — Гурышев — Хлыстов.                                                                       |                                                                     |                                        |
| №13 05.03.54. | Стокгольм. СССР — Швеция — 1:1 (0:0, 0:0, 1:1)                      | Чемпионат мира по хоккею с шайбой 1954 |
| СССР: Пучков; Жибуртович — Виноградов; Уколов — Кучевский; Бабич — Шувалов (1) — Бобров, Крылов — Уваров — Комаров, Бычков — Гурышев — Хлыстов.                                                                             |                                                                     |                                        |
| №14 07.03.54. | Стокгольм. СССР — Канада («Линдхерст Моторз») — 7:2 (4:0, 3:1, 0:1) | Чемпионат мира по хоккею с шайбой 1954 |
| СССР: Пучков; Жибуртович — Виноградов; Уколов — Кучевский (1); Бабич — Шувалов (2) — Бобров (1), Крылов — Уваров — Кузин (1), Бычков (1) — Гурышев (1) — Хлыстов.                                                           |                                                                     |                                        |
| 01.11.54. | Берлин. СССР — ОГК — 9:1 (2:0, 4:0, 3:1)                            | Товарищеский матч                      |
| СССР: Пучков (Мкртычан); Уколов — Кучевский, Жибуртович — Трегубов, Карпов — Сидоренков; Бабич — Шувалов — Бобров (1), Бычков (2) — Гурышев (3) — Хлыстов, Крылов — Уваров — Кузин, Петелин (1), Комаров (2).               |                                                                     |                                        |
| №15 21.12.54. | Цюрих. СССР — Швейцария — 6:2 (3:1, 1:1, 2:0)                       | Товарищеский матч                      |
| СССР: Пучков (Мкртычан, 41); Уколов — Кучевский, Карпов — Трегубов; Бабич — Шувалов (2) — Бобров (1), Крылов — Уваров — Кузин (1), Бычков (1) — Гурышев (1) — Хлыстов, Комаров.                                             |                                                                     |                                        |
| №16 23.12.54. | Базель. СССР — Швейцария — 5:1 (2:1, 2:0, 1;0)                      | Товарищеский матч                      |
| СССР: Мкртычан; Уколов — Кучевский, Карпов — Трегубов; Бабич (1) — Шувалов (1) — Бобров (1), Крылов (1) — Уваров — Кузин, Бычков (1) — Гурышев — Хлыстов, Комаров.                                                          |                                                                     |                                        |
| №17 26.12.54. | Стокгольм. СССР — Швеция — 3:0 (1:0, 2:0, 0:0)                      | Товарищеский матч                      |
| СССР: Пучков; Жибуртович — Уколов, Кучевский — Трегубов, Карпов; Бабич — Шувалов (1) — Бобров (1), Крылов (1) — Уваров — Кузин, Бычков — Гурышев — Хлыстов, Комаров.                                                        |                                                                     |                                        |
| №18 28.12.54. | Стокгольм. СССР — Швеция — 3:2 (1:0, 1:1, 1:1)                      | Товарищеский матч                      |
| СССР: Мкртычан; Жибуртович — Уколов, Кучевский — Трегубов, Карпов; Бабич — Шувалов — Бобров (2), Крылов — Уваров — Петелин, Бычков (1) — Гурышев — Хлыстов, Кузин, Комаров.                                                 |                                                                     |                                        |

## 1955
| №19 07.01.55. | Москва. СССР — Швеция — 4:2 (2:1, 2:1, 0:0)                      | Товарищеский матч                      |
| СССР: Пучков; Жибуртович — Трегубов, Кучевский — Сологубов; Бабич — Шувалов (3) — Бобров, Крылов — Уваров — Кузин, Бычков — Гурышев (1) — Хлыстов.                                                                               |                                                                  |                                        |
| 09.01.55. | Москва. СССР — Швеция — 2:5 (1:1, 1:2, 0:2)                      | Товарищеский матч                      |
| СССР: Мкртычан; Сологубов — Уколов, Трегубов — Сидоренков; Черепанов (2) — Копылов — Брунов, Пантюхов — Комаров — Баулин, Пряжников — Гребенников — Митин.                                                                       |                                                                  |                                        |
| №20 12.01.55. | Москва. СССР — ЧССР — 3:0 (2:0, 1:0, 0:0)                        | Товарищеский матч                      |
| СССР: Пучков; Уколов — Кучевский, Сологубов — Трегубов; Бабич (1) — Шувалов — Бобров (1), Крылов — Уваров — Кузин (1), Бычков — Гурышев — Хлыстов, Комаров.                                                                      |                                                                  |                                        |
| 13.01.55. | Москва. СССР — ЧССР — 1:1 (1:1, 0:0, 0:0)                        | Товарищеский матч                      |
| СССР: Пучков; Сологубов — Сидоренков, Карпов — Прилепский; Черепанов — Копылов — Брунов, Пантюхов — Комаров (1) — Петелин, Пряжников — Гребенников — Митин.                                                                      |                                                                  |                                        |
| №21 16.02.55. | Варшава. СССР — Польша — 13:0 (3:0, 8:0, 2:0)                    | Товарищеский матч                      |
| СССР: Пучков (Мкртычан, 41); Сологубов — Трегубов, Уколов (1) — Кучевский, Сидоренков — Жибуртович; Бабич (1) — Шувалов — Бобров (3), Крылов (1) — Уваров (2) — Кузин (2), Бычков (1) — Хлыстов — Комаров, Петелин, Гурышев (2). |                                                                  |                                        |
| №22 25.02.55. | Дюссельдорф. СССР — Финляндия- 10:2 (2:2, 5:0, 3:0)              | Чемпионат мира по хоккею с шайбой 1955 |
| СССР: Пучков; Сологубов (1) — Трегубов, Уколов — Кучевский; Бабич (1) — Шувалов (1) — Бобров (2), Крылов (2) — Уваров — Кузин, Бычков (1) — Гурышев (2) — Хлыстов.                                                               |                                                                  |                                        |
| №23 26.02.55. | Дортмунд. СССР — Швеция — 2:1 (1:1, 0:0, 1:0)                    | Чемпионат мира по хоккею с шайбой 1955 |
| СССР: Пучков; Сологубов — Трегубов, Уколов — Кучевский; Бабич — Шувалов (1) — Бобров, Крылов — Уваров (1) — Кузин, Бычков — Гурышев — Хлыстов.                                                                                   |                                                                  |                                        |
| №24 27.02.55. | Крефельд. СССР — ЧССР — 4:0 (1:0, 1:0, 2:0)                      | Чемпионат мира по хоккею с шайбой 1955 |
| СССР: Пучков; Сологубов — Трегубов (1), Уколов — Кучевский; Бабич — Шувалов (1) — Бобров (1), Крылов (1) — Уваров — Кузин, Комаров — Гурышев — Хлыстов.                                                                          |                                                                  |                                        |
| №25 28.02.55. | Кёльн. СССР — Польша — 8:2 (2:0, 2:1, 4:1)                       | Чемпионат мира по хоккею с шайбой 1955 |
| СССР: Мкртычан; Кучевский — Трегубов, Уколов — Жибуртович; Бабич — Шувалов (1) — Бобров (1), Крылов (1) — Уваров (1) — Кузин (1), Бычков (1) — Гурышев (2) — Хлыстов, Комаров.                                                   |                                                                  |                                        |
| №26 02.03.55. | Крефельд. СССР — США — 3:0 (1:0, 2:0, 0:0)                       | Чемпионат мира по хоккею с шайбой 1955 |
| СССР: Пучков; Сологубов — Трегубов, Уколов (1) — Кучевский; Бабич — Шувалов — Бобров, Крылов — Уваров (1) — Кузин, Бычков — Гурышев (1) — Хлыстов.                                                                               |                                                                  |                                        |
| №27 03.03.55. | Дюссельдорф. СССР — ФРГ — 5:1 (0:1, 2:0, 3:0)                    | Чемпионат мира по хоккею с шайбой 1955 |
| СССР: Мкртычан; Сологубов — Трегубов, Уколов — Кучевский; Крылов — Уваров — Кузин (3), Бычков — Гурышев — Хлыстов (2), Шувалов, Комаров.                                                                                         |                                                                  |                                        |
| №28 04.03.55. | Крефельд. СССР — Швейцария — 7:2 (2:0, 2:1, 3:1)                 | Чемпионат мира по хоккею с шайбой 1955 |
| СССР: Мкртычан; Сологубов — Трегубов, Уколов (1) — Кучевский; Бабич (1) — Шувалов (2) — Крылов, Комаров (1) — Уваров — Кузин, Бычков — Гурышев (2) — Хлыстов.                                                                    |                                                                  |                                        |
| №29 06.03.55. | Крефельд. СССР — Канада («Пентиктон Вииз») — 0:5 (0:1, 0:2, 0:2) | Чемпионат мира по хоккею с шайбой 1955 |
| СССР: Пучков (Мкртычан, 44); Сологубов — Трегубов, Уколов — Кучевский; Бабич — Шувалов — Бобров, Крылов — Уваров — Кузин, Бычков — Гурышев — Хлыстов.                                                                            |                                                                  |                                        |
| 06.12.55. | Стокгольм. СССР — БХЛ «Харрингей Рэйсерз» — 7:2 (1:1, 2:1, 6:0)  | Кубок Ахерна                           |
| СССР: Пучков; Сологубов — Трегубов, Уколов — Кучевский, Сидоренков (1), Бабич — Шувалов (5) — Бобров, Крылов — Уваров — Кузин (2), Пантюхов — Гурышев — Хлыстов, Никифоров.                                                      |                                                                  |                                        |
| №30 08.12.55. | Стокгольм. СССР — Швеция — 2:3 (0:1, 1:1, 1:1)                   | Кубок Ахерна                           |
| СССР: Пучков; Сологубов — Трегубов (1), Уколов — Кучевский, Сидоренков; Бабич — Шувалов (1) — Бобров, Бычков — Гурышев — Никифоров, Крылов — Уваров — Пантюхов.                                                                  |                                                                  |                                        |
| №31 09.12.55. | Стокгольм. СССР — Швеция — 6:2 (4:1, 0:0, 2:1)                   | Товарищеский матч                      |
| СССР: Пучков; Сологубов — Трегубов, Уколов — Кучевский (1), Сидоренков (1); Бабич — Шувалов (2) — Бобров, Крылов — Уваров — Кузин (1), Бычков — Гурышев — Хлыстов (1), Никифоров, Пантюхов.                                      |                                                                  |                                        |
| №32 17.12.55. | Москва. СССР — Швейцария — 11:1 (2:0, 7:1, 2:0)                  | Товарищеский матч                      |
| СССР: Пучков; Сологубов (2) — Трегубов, Сидоренков — Уколов; Бабич (1) — Шувалов (1) — Бобров (1), Крылов (2) — Уваров — Кузин, Пантюхов — Гурышев (2) — Хлыстов, Никифоров (2).                                                 |                                                                  |                                        |

| Матчи сборной СССР по хоккею в 1953—1955 гг. | Матчи сборной СССР по хоккею с шайбой (1956—1959) |